# ジョン・スティーブンス・ヘンズロー

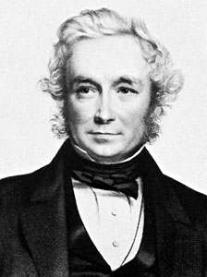
ジョン・スティーブンス・ヘンズロー

ジョン・スティーブンス・ヘンズロー（John Stevens Henslow, 1796年2月6日 - 1861年3月16日）は、イギリスの植物学者、地質学者。

## 生涯
ヘンズローはロチェスターで事務弁護士のジョン・プレンティス・ヘンズローの息子として生まれた。祖父のジョン・ヘンズロー卿はナポレオン戦争時代の造船技師であった。
ケンブリッジ大学のセント・ジョンズ・カレッジで教育を受け、アダム・セジウィッグが地質学ウッドワーディアン教授になったのと同じ年、1818年に卒業した。1823年にハリエット・ジェニンズと結婚した。彼らの娘フランセス・ハリエットはジョセフ・ダルトン・フッカーと結婚した。息子ジョージ・ヘンズロー（1835-1925）は後にロンドン王立園芸協会で植物学教授を務めた。
ヘンズローは幼いころから博物学への情熱を抱いており、それは人生に大きな影響を与えた。1819年にはアダム・セジウィッグのワイト島への調査旅行にも同行した。そこは彼が初めて地質学の講義を受けた場所でもあった。またジェームズ・カミング教授のもとで化学を、エドワード・クラーク教授のもとで地質学を学んだ。1819年の秋にマン島の地質に関して重要な発見をした。1820年と1821年にはアングルシー島の地質の調査を行った。その報告書はセジウィッグとヘンズローによって創立されたケンブリッジ科学協会から出版された。
ヘンズローは非常に熱心に鉱物学を学んだために、1822年にエドワード・クラークが死去するとケンブリッジの鉱物学教授に指名された。2年後、聖職者として叙階を受けた。彼の関心は鉱物学よりも植物に向いた。そのために1825年には植物学の教授を兼任し、1827年に鉱物学教授を快く辞任した。彼は教室での講義でもフィールドワークの指導者としても大変成功した。ジョン・ジェームズ・オーデュボンと文通しており、オーデュボンはヘンズローにちなんでヘンスローヒメドリを命名した。
1831年にケンブリッジ大学に植物園を開設した。ヘンズローはチャールズ・ダーウィンを博物学者の道へ導き、科学的探求の方法を教え、友人となった。二人はよく大学の植物園を並んで歩きながら語らったことで、学生たちの間で有名になった。フィッツロイがビーグル号に乗船する博物学者を捜しているときに、はじめ妻の兄レナード・ジェニンズを推薦し、ジェニンズが参加できなくなると自分自身が乗船しようと考えた。しかし彼の妻は身ごもっており、代わりにダーウィンを紹介した。ヘンズローはビーグル号の船上のダーウィンを励まし、彼が送ってくる資料と手紙をイギリスの科学界に紹介した。ダーウィンが帰国すると彼の膨大な資料のうち植物と鉱物の分類を約束したが、聖職者としての仕事が多忙であったためにほとんど協力できなかった。

### 聖職者として
1833年にバークシャー（現オックスフォードシャー）の中の教区牧師の一人となった。彼はケンブリッジに住み続け、休暇の間に教区を訪れるだけだった。学期中に代わりを務めさせるために副牧師を任命した。1837年にサフォーク州ヒッチャムの牧師に任命されたことは彼の人生の大きな変換点となった。1839年にヒッチャムへ移住し、ヒッチャム教区の牧師としての生活を始めた。そこで死去するまで働き、彼を知っている全ての人々に慕われた。彼のエネルギーは教区の環境の改善に注がれた。ケンブリッジの植物学にとっては損害だった。大学へ向けられた苦情の記録が残っている。
ヘンズローは教授職を辞したわけではなく、講義や試験を受け持ち、大学の実務に関わり続けたが、それでも彼の教育への関与が大きく減少することは避けられなかった。ヒッチャムでの彼の仕事は、通常の牧師としての仕事以外に次のように要約できる。
- ヒッチャムは貧しかった。教区民の多くは読み書きができなかった。教育のためには代償を払わなければならなかった。ヘンズローは資金を集め、学校を運営するために個人的にも寄付をした。学校は1841年に設立された。ヘンズロー自身は月曜の午後に、年長クラスで無償の授業を行った。彼は植物学と科学的思考一般について教え、植物学の授業は印刷された。しかしそれは形態学と専門用語であふれていた。この授業はアルバート公やプレフェア卿ら中央の要人の関心をひいたため、英国中の至る所へ影響を与える事になった。また彼は成人への教育も重視した。ヒッチャムの園芸協会はそのために利用された。彼は競技会やショー、小旅行を企画した。

- 当時の農民は保守的で、新しいやり方を好まなかった。農民はドイツでユストゥス・フォン・リービッヒが成し遂げた前進を知らなかった。リービッヒは化学を農業に応用し始めていた。ヘンズローは例えば「石膏はアンモニアを固定するために堆積肥料に加えるべきか？」というように化学肥料の実験的な使用を断行し、その結果を計測した。これは農民のささやかな反発と疑いを引き起こした。彼のアイディアは受け入れられ、農民の助けとなった。

- ケンブリッジでの経験の結果、彼は博物館が教育の伝達手段として優れていると信じた。ヒッチャムから20キロ弱離れた大きな街であるイプスウィッチで、博物館の創設に関わり1847年に開館した。ヘンズロー自身は1850年に理事長に選ばれた。博物館は博物学を基盤としていたが、より広い分野を扱った。博物館の館長クラーク博士と「ひどい無秩序な暴徒（無学な一般市民）」の対立は、教育を人々に届けることが挑戦的な事業であることを示している。

1843年にサフォークのフェリックストゥで岩塊が鮮新世の糞石であることを発見し、2年後にはケンブリッジでグリーンサンドに同様の指摘を行い、それらが農業で役立つかも知れないと主張した。彼は利益を引き出す事はできなかったが、この発見はサフォークとケンブリッジシャーでリン酸塩産業の創設に繋がった。
ヘンズローはヒッチャムで死去した。彼の著作物には『イギリスの植物カタログ』（1829,1835）、『記述の原則と生理学的植物学』（1835）、『サフォークの植物相』（1866,E.スケッパーとの共著）などがある。